# Hoteni
Hoteni – wieś w Rumunii, w okręgu Marmarosz, w gminie Ocna Șugatag. W 2011 roku liczyła 326 mieszkańców.